# Natasha Cloud
Natasha Cloud, née le 22 février 1992 à Broomall, Pennsylvanie, est une joueuse américaine de basket-ball.

## Biographie
Recrutée par les Terrapins du Maryland qui la voient comme une joueuse « très athlétique et altruiste, forte défenseuse et passeuse », elle n'y passe que son année freshman jouant 31 rencontres sur 32 avec six titularisations pour 2,5 points de moyenne. Elle est transférée aux Hawks de Saint-Joseph. Elle est nommée co-capitaine dès son année junior. En trois saisons seulement, elle devient la troisième meilleur passeuse de Saint-Joseph's et la treizième de Atlantic 10 Conference avec 563 passes décisives. Avec 171 interceptions, elle réalise la neuvième meilleure marque des Hawks. Aux rebonds, elle est 16e (522 prises) et 21e aux points (1022). Ses 243 passes en junior sont le record historique des Hawks. Sa moyenne de 6,22 en seniors est la seconde moyenne de toute la NCAA
Son université étant peu renommée, elle est peu recherchée pour la draft. Cependant, les Hawks ne sont défaits dans le tournoi final que par le futur champion, les Huskies du Connecticut. Supervisée par l'assistant-coach des Mystics Marianne Stanley, elle est cependant draftée en quinzième position par les Mystics de Washington. Bien qu'étant une des meilleures passeuses de NCAA (6,0 par match), Mike Thibault annonce vouloir plutôt la faire jouer à l'aile. En deux matches de pré-saison, elle impressionne avec 8,5 points et 6,0 passes avec un match très réussi face au Lynx, dont la coach Cheryl Reeve dit « Je pense que Mike [Thibaut] est un évaluateur de talent hors norme. Je pense qu'il a surpris beaucoup de monde en la sélectionnant. A l'évidence,elle va prouver qu'il avait vu juste ». Pour Thibaut : « J'ai été excité par son implication. Elle est prêtée pour la saison qu'une rookie peut l'être. Elle a la taille pour jouer aux trois postes extérieurs et a un grand sens du jeu. Défensivement, pour une rookie, elle est à un niveau d'élite car elle comprend tous nos schémas ».
Pour sa première expérience à l'étranger, elle signe avec le club turc qualifié pour l'Eurocoupe de Beşiktaş JK où elle fera équipe avec l'ailière All-Star Cappie Pondexter. Ce n'est que pour la saison 2020-2021 qu'elle retrouve l'Europe en signant avec le Famila Schio.

## Palmarès
- Championne WNBA 2019

## Distinctions personnelles
- Most Outstanding Player de l'Atlantic 10 (2013[3])
- Meilleure défenseuse de l'Atlantic 10 (2014[3])
- Second meilleur cinq de l'Atlantic 10 (2014[3])
- Meilleur cinq de l'Atlantic 10 (2015[3])
- Meilleur cinq défensif de l'Atlantic 10 (2014, 2015[3])